# Mythimna amblycasis
Mythimna amblycasis là một loài bướm đêm thuộc họ Noctuidae. Nó là loài đặc hữu của Kauai, Oahu, Molokai, Maui, Lanai và Hawaii.
Larvae feed on nhiều loại cỏ, bunch grass và sugarcane. The caterpillars become full-grown in about a month from the hatching of the eggs. The full-grown caterpillar is about 38 mm. It is usually cream colored with pale brownish mottlings.
Adults have been reported feeding upon the blossoms of Metrosideros species.